# Справи добропорядних людей
«Справи добропорядних людей» («Fatti di gente perbeno») — італійсько-французький кінофільм 1974 року, знятий режисером Мауро Болоньїні, з Катрін Денев і Джанкарло Джанніні у головних ролях.

## Сюжет
Заснований на реальному випадку, цей фільм розповідає історію молодої людини, яка вбила чоловіка своєї сестри, жорстокого тирана та самодура. Юнак отримує покарання за вбивство у вигляді ув'язнення. Однак, пізніше з'ясовується, що вбитий був шляхетного походження, і справа набуває нових фарб.

## У ролях
- Катрін Денев — Лінда Муррі
- Джанкарло Джанніні — Туліо Муррі
- Фернандо Рей — професор Муррі
- Тіна Омон — Роза Бонетті
- Паоло Боначеллі — граф Франческо Бонмартіні, чоловік Лінди Муррі
- Коррадо Пані — Піо Нальді
- Етторе Манні — Карло Секкі
- Джакомо Россі Стюарт — Рікардо Муррі
- Марсель Боццуффі — Августо Станцані
- Лаура Бетті — Тіза Боргі
- Ліно Троїзі — роль другого плану
- Франческо Д'Адда — роль другого плану
- Бруно Ланцаріні — роль другого плану
- Луїджі Антоніо Гверра
- Ріна Мореллі — Джаніна Муррі
- Кім Россі Стюарт — роль другого плану
- Моніка Скаттіні — роль другого плану
- Лоретта Россі Стюарт — Марія Бонмартіні
- Маріо Тессуто — роль другого плану
- Андреа Маттеуцці — роль другого плану
- Сільвана Де Россі — роль другого плану

## Знімальна група
- Режисер — Мауро Болоньїні
- Сценаристи — Серджо Бацціні, Мауро Болоньїні
- Оператор — Енніо Гварньєрі
- Композитор — Енніо Морріконе
- Художник — Гвідо Джозія
- Продюсери — Рольф Баум, Джованні Ді Клементе